# 陈发虎
陈发虎（1962年12月—），男，陕西丹凤人，中国自然地理学家和环境变化专家。现任中国科学院青藏高原研究所研究员、所长，兰州大学资源环境学院教授。2015年当选中国科学院院士。

## 生平
1984年毕业于兰州大学地理系，1987年、1990年又取得兰大自然地理学硕士和博士学位。后留兰大任教，历任地理系副主任、资源环境学院院长、西部环境教育部重点实验室主任、副校长等职务。2018年4月，任中国科学院青藏高原研究所所长。

## 荣誉
2016年11月，当选发展中国家科学院院士。

## 社会兼职
西部环境与气候变化研究院学术委员会主任，自然地理学学科带头人。